# Tramore
Tramore (Irsk: Trá Mhór) er en irsk by i County Waterford i provinsen Munster, i den sydlige del af Republikken Irland med en befolkning (inkl. opland) på 9.634 indb i 2006 (8.305 i 2002)